# Comuna Jebel, Timiș
Jebel este o comună în județul Timiș, Banat, România, formată numai din satul de reședință cu același nume.

## Istoric

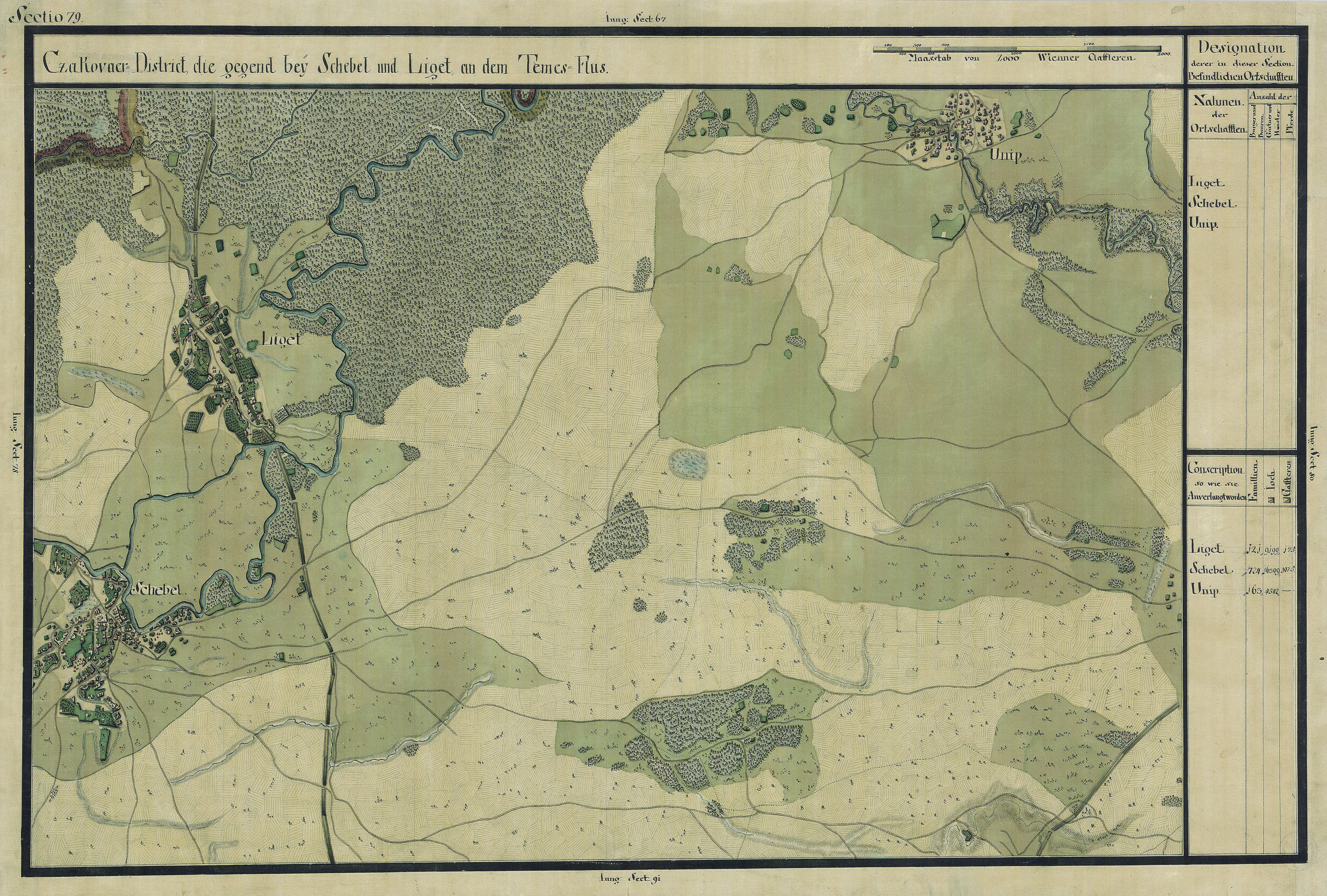
Jebel în Harta Iosefină a Banatului, 1769-72

Localitatea Jebel a fost atestata documentar, pentru prima dată în 1334, în evidențele de dijma papală din 1332 – 1337, fiind amintită sub numele de Zephel.
În anul 1425 localitatea a primit dreptul de a organiza bâlciuri,iar pe apa Timișului au existat mai multe mori. Tot atunci, apare in documente atestat un castel construit în pădure, aparținând nobilului Nicolae Treutel.
Un cunoscut și învățat turc, Evliya Celebi,în anul 1660, mergâng spre Ciacova, trece prin Jebel, împreună cu Ali, pașa de Timișoara și notează:"Chebel este o localitate locuită de români creștini, așa cum sunt toate satele din Banat."
În recensământul cameral din 1717, apare cu 200 de case, ca unul din cele mai mari sate din Banat.
Jebelul are Oficiu Poștal începând cu anul 1761.
Viața satului se scurtge încet, dar și cu necazuri. În 28 iulie 1914 începe Primul Război Mondial, care se termină la 1 noiembrie 1918. Și locuitorii acestui sat de câmpie au plătit un tribut de sânge - 138 de morți și disparuți. Cu ocazia Marii Adunări Naționale de la Alba-Iulia, din 1 decembrie 1918, entuziasmul jebelenilor este de nedescris, însă delegați la Adunare, localitatea nu a avut. La 1 septembrie 1939 începe al doilea măcel mondial, care se termina la 9 mai 1945, luând și el tributul de sânge - 30 de morți.
La 19 septembrie 1939 au loc tratativele româno-jugoslave privind crearea unui bloc al neutrilor în Balcani și Europa Centrala. Discuțiile s-au purtat într-un vagon diplomatic, în gara Jebel, între Ministrul Afacerilor Străine, Grigore Gafencu și omologul său iugoslav, Cimcear Markovic.
Simion Gărău și Nicolae Graure, foști cântăreți de strană ai bisericii din Jebel, au notat, la sfârșitul "Mineiului" de pe luna septembrie, că în ziua de 18 a lunii septembrie, ora 8 dimineața, anul 1944, comuna a fost ocupată de germani. După trei zile au plecat, revenind în ziua de 22 septembrie, ora 6 seara și au plecat în ziua de 23 septembrie, ora 4 după-amiază.
Conform unei Directive date în 1951 s-au făcut deportări în Bărăgan. Zona de dislocare a elementelor periculoase sau care puteau deveni periculoase pentru regimul comunist nu a cuprins și Jebelul, deoarece se afla la o distanță mai mare de 25 km față de frontiera cu Iugoslavia. Totuși, nici jebelenii nu au scapat de persecuții. Câțiva tineri proveniți din familii instărite au fost duși să muncească în minele de cărbuni de la Anina și Lupeni pe perioada satisfacerii stagiului militar, și anume:Ioan Bociu, Ion Codobei, Ion Ionescu, Octavian Loichiță, Petru Malinovski, Aurel Oală, Ionel Pascu și Traian Vatriș.
În Revoluția din Decembrie 1989 și-a pierdut viața un tânăr din localitate, pe nume Radian Belici, de 23 ani. A fost împușcat în zona Piața 700 din Timișoara. Corpul lui, împreună cu a altor victime, a fost dus în secret, la București și ars la crematoriul Cenușa. Cenușa lor a fost aruncată în canalizarea orașului.

## Școala
În 1763 protopopul Martin Șuboni, fiind pe patul morții, a donat propria casă pentru a funcționa ca școală.În casa acestui proptopop a funcționat școala confesională până în anul 1919, cand s-a statificat. Actuala școală din Jebel ii poartă numele protopopului. Clădirea s-a aflat in curtea bisericii ortodoxe. Acum prin grija preotului Petru Gărău s-a ridicat un mic monument pe locul fostei case. Locul primei scoli din Jebel Arhivat în 10 martie 2016, la Wayback Machine.
Martin Șuboni s-a născut în Jebel în anul 1716. Nu se știe unde a făcut studiile. Sub păstorirea lui s-a zidit actuala biserică, între anii 1750-1752. A murit în 17 mai 1763, în vârstă de 47 ani. A fost înmormântat in curtea bisericii, în apropierea ușii de intrare a bărbaților. (sursă preot Petru Gărău)Placa memoriala Arhivat în 10 martie 2016, la Wayback Machine.
- Actuala scoala din Jebel Arhivat în 10 martie 2016, la Wayback Machine.

## Demografie
Componența etnică a comunei Jebel
     Români (83,76%)
     Romi (4,47%)
     Alte etnii (0,32%)
     Necunoscută (11,45%)
Componența confesională a comunei Jebel
     Ortodocși (71,46%)
     Penticostali (12,35%)
     Baptiști (1,51%)
     Romano-catolici (1,3%)
     Alte religii (1,27%)
     Necunoscută (12,11%)
Conform recensământului efectuat în 2021, populația comunei Jebel se ridică la 3.781 de locuitori, în creștere față de recensământul anterior din 2011, când fuseseră înregistrați 3.584 de locuitori. Majoritatea locuitorilor sunt români (83,76%), cu o minoritate de romi (4,47%), iar pentru 11,45% nu se cunoaște apartenența etnică. Din punct de vedere confesional, majoritatea locuitorilor sunt ortodocși (71,46%), cu minorități de penticostali (12,35%), baptiști (1,51%) și romano-catolici (1,3%), iar pentru 12,11% nu se cunoaște apartenența confesională.

## Politică și administrație
Comuna Jebel este administrată de un primar și un consiliu local compus din 13 consilieri. Primarul, Dan-Ciprian Vatriș[*], de la Partidul Național Liberal, este în funcție din octombrie 2020. Începând cu alegerile locale din 2024, consiliul local are următoarea componență pe partide politice:
|  | Partid                          | Consilieri | Componența Consiliului | Componența Consiliului | Componența Consiliului | Componența Consiliului | Componența Consiliului | Componența Consiliului | Componența Consiliului | Componența Consiliului | Componența Consiliului |
|  | ------------------------------- | ---------- | ---------------------- | ---------------------- | ---------------------- | ---------------------- | ---------------------- | ---------------------- | ---------------------- | ---------------------- | ---------------------- |
|  | Partidul Național Liberal       | 9          |                        |                        |                        |                        |                        |                        |                        |                        |                        |
|  | Partidul Social Democrat        | 3          |                        |                        |                        |                        |                        |                        |                        |                        |                        |
|  | Alianța pentru Unirea Românilor | 1          |                        |                        |                        |                        |                        |                        |                        |                        |                        |